# Диброва (Лугинский район)
Диброва (укр. Діброва) — село на Украине, основано в 1939 году, находится в Лугинском районе Житомирской области.
Код КОАТУУ — 1822880402. Население по переписи 2001 года составляет 80 человек. Почтовый индекс — 11323. Телефонный код — 4161. Занимает площадь 0,79 км².

## Адрес местного совета
11323, Житомирская область, Лугинский р-н, с.Бовсуны, ул.Центральная, 76